# Мохаммад Ибрахим-хан
Мухаммад Ибрагим Кули Хан Афшар Кырклу (XVII век, Хорасан или Сефевиды — 1738) — военный и государственный деятель Афшаридов, беглербег (региональный правитель) Азербайджана (1736—1738), младший брат знаменитого иранского полководца и завоевателя Надир-шаха, командующий армией в Азербайджане. Генерал (Сардар).

## Биография
Младший (второй) сын Имам Кули бега Афшара Кырклу (? — 1703), коменданта крепости Калат в Хорасане.
С 1736 по 1738 год Мухаммад Ибрагим-хан занимал должность наместника и командующего афшарскии войсками в Азербайджане.
Хотя Ибрагим-хан участвовал в ранних военных кампаниях Надир-шаха, он никогда не имел никакого самостоятельного командования до тех пор, пока не получил от Надир-шаха должности наместника Азербайджана и командующего персидской армией в Закавказье. В то самое время, когда Надир-шах начал своё вторжение в Афганистан, предназначенный для плацдарма для вторжения в Индию, Ибрагим-хан выступил против восставших горцев в Дагестане.
В октябре 1738 года Ибрагим-хан во главе 32-тысячной афшарской (кызылбашской) армии вторгся в Дагестан, чтобы подавить восстание горских народов. 26 октября армия под командованием Ибрагим-хана поднялась на Цилбанское плато и взяла аул Цилбан. 27 октября его войско, преодолев отчаянное сопротивление горцев, взяло Джар и вошло в Джарское ущелье. 

28-29 октября 1738 года горцы устроили засаду и разгромили персидскую армию. Среди убитых был сам Ибрагим-хан. К его телу первоначально относились с уважением и похоронили, но позже его тело выкопали, сожгли и повесили на дереве.

## Семья и дети
У Ибрагим-хана было три жены. Его первой женой стала дочь Таухида Хана Султана Афшара. В октябре 1730 года в Мешхеде он вторично женился на сефевидской принцессе Гаухар Тадж Бегум (Наваб Зинат Султан Бегум) (? — 1736), дочери персидского шаха Солтана Хусейна. Его третьей женой стала Бадр Шараф Бегум, бывшая жена сардара Мухаммада Сайдал-Хана Насара Барризаи и старшая дочь Мирзы Сайида Мухаммада Али аль-Хусейни Аль-Мараши, губернатора Казвина. у него было, по крайней мере, семь сыновей:
- Али Кули Хан Афшар (1719—1748), второй шах Ирана из династии Афшаридов (1747—1748)
- Мухаммад Али Бег Афшар (1717—1749), третий шах Ирана из династии Афшаридов (1748)
- Султан Хусейн Нурулла, наместник Хорасана в 1748—1749 годах
- Фатх Али Хан Афшар
- Хусейн Бег Афшар
- Казим Хан Афшар
- сын (имя неизвестно)